# Хиподром
Хиподром (старогрчки: ιππόδρομος) био је у Старој Грчкој место које је одређено као тркалиште коња или коњима вучених кола. Својом функцијом одговара староримском „Циркусу“ (антички спортски објекат) од којег се делимично разликује. Неки језици су овај термин преузели и тако и данас он означава спортски објекат који је намењен као тркалиште коња у данашњем времну. Ова старогрчка сложеница се састоји од речи hippos (коњ) и речи dromos (стаза).

## Хиподром у Грчкој
Захваљујући развоју грчких држава били су у Грчкој саграђени многи храмови, позоришта а тако и хиподром у Олимпији који није сачуван.

## Хиподром уРиму
Хиподром је био у старом Риму нешто као стадион у којим су се тркали коњи као и коњима вучена кола. Од амфитеатра се разликовао тиме што је био овалног облика док је амфитеатар био кружног облика. Прве оваквог типа су саградили римски владари крајем 1. века на римском Палатину.